# Friederike von Sachsen-Gotha-Altenburg (1715–1775)

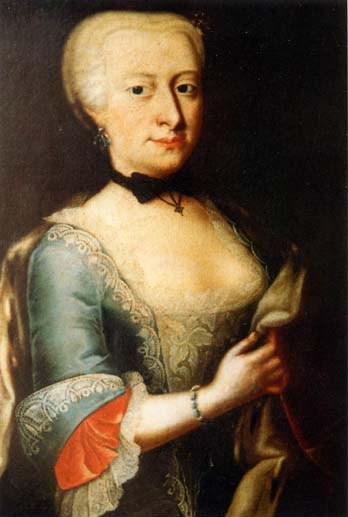
Friederike von Sachsen-Gotha-Altenburg, Herzogin von Sachsen-Weißenfels

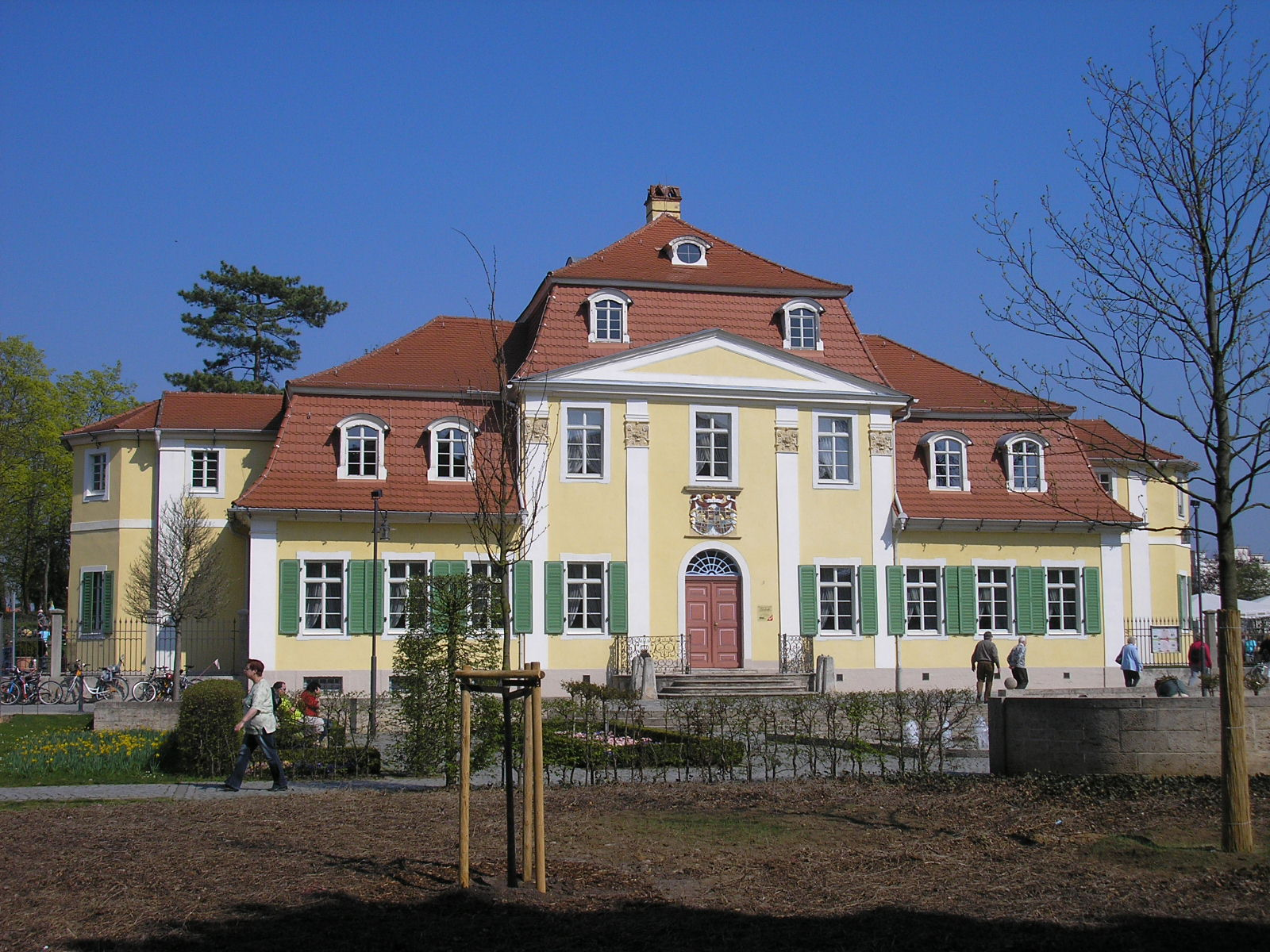
Friederikenschlösschen in Bad Langensalza

Friederike von Sachsen-Gotha-Altenburg (* 17. Juli 1715 in Gotha; † 12. Mai 1775 in Langensalza) war eine Prinzessin von Sachsen-Gotha-Altenburg und durch Heirat letzte Herzogin von Sachsen-Weißenfels.

## Leben
Friederike war eine Tochter des Herzogs Friedrich II. von Sachsen-Gotha-Altenburg (1676–1732) aus dessen Ehe mit Magdalena Augusta (1679–1740), Tochter des Fürsten Karl Wilhelm von Anhalt-Zerbst.
Sie heiratete am 27. November 1734 in Altenburg Herzog Johann Adolf II. von Sachsen-Weißenfels (1685–1746). Die vier Söhne dieser Ehe starben bereits im Kleinkindalter, womit das Haus Sachsen-Weißenfels erlosch.
Friederike ist in der Schlosskirche von Weißenfels bestattet.

## Das Friederikenschlösschen
Nach dem Tod ihres Mannes, sie war erst 31 Jahre alt, bezog Friederike vorerst wie vorgesehen ihren Witwensitz im Schloss Dryburg im heutigen Bad Langensalza. Östlich der Altstadt, vor der Stadtmauer, erwarb sie einen bürgerlichen Garten und weitere Grundstücke. Von 1749 bis 1751 ließ sie sich dort im Rokokostil das so genannte Friederikenschlösschen errichten. Das Gebäude verfügt über gestufte Mansarddächer mit verzierten Gauben. Zwei Kavaliershäuser flankieren das Schloss. Der Park besitzt eine Orangerie, ein Brunnenhäuschen und Remise, in der heute eine historische Druckerei untergebracht ist. Das Eingangsportal trägt ein Allianzwappen von Sachsen-Gotha-Altenburg und Sachsen-Weißenfels.
Nach dem Tod der Herzogin 1775 erwarb ihr ehemaliger Leibarzt Christian Friedrich Stöller, das Grundstück. Von 1922 bis in die 1990er Jahre war das Schloss im Besitz von Ida Mary Fries-Fiscowitsch. Durch die private Nutzung bis 1945 wurde die Innenausstattung verändert, das Äußere blieb erhalten. In den 1990er Jahren ging das Schloss in den Besitz der Stadt über, zwischen 1994 und 2000 wurden Schloss und Parkanlage saniert. Auf der Grundlage historischer Pläne wurde der Schlossgarten im Stil seiner barocken Grundstruktur von 1751 rekonstruiert. Seit 1946 werden Schlösschen und Parkanlagen für Kulturveranstaltungen, aber auch für Hochzeiten genutzt.

## Nachkommen
Aus ihrer Ehe hatte Friederike folgende Kinder:
1. Karl Friedrich Adolf (* 6. November 1736 in Weißenfels; † 24. März 1737 ebenda), Erbprinz von Sachsen-Weißenfels
2. Johann Adolf (* 27. Juni 1738 in Weißenfels; † 21. Oktober 1738 ebenda), Erbprinz von Sachsen-Weißenfels
3. August Adolf (* 6. Juni 1739 in Weißenfels; † 7. Juni 1740 ebd.), Erbprinz von Sachsen-Weißenfels
4. Johann Georg Adolf (* 17. Mai 1740 in Weißenfels; † 10. Juli 1740 ebenda), Erbprinz von Sachsen-Weißenfels
5. Friederike Adolfine (* 27. Dezember 1741 in Weißenfels; † 4. Juli 1751 in Langensalza), Prinzessin von Sachsen-Weißenfels